# TOCA (organizzazione)
TOCA è uno dei maggiori organizzatori di eventi motoristici nel Regno Unito. La società ha la responsabilità di organizzare e amministrare il British Touring Car Championship (BTCC) e la serie di supporto al BTCC, a volte noto come Tour TOCA. Il BTCC è il più grande campionato di corse automobilistiche del Regno Unito. Il BTCC è l'atto principale di una serie di gare di supporto che coprono l'intero fine settimana.

## Storia
La società, BARC (TOCA) Ltd, si assume l'intera gestione del campionato dalla regolamentazione alla direzione dell'evento e al marketing. Alan J. Gow è il direttore della serie, amministratore del BTCC e amministratore delegato di BARC (TOCA) Ltd.
Gow formò la TOCA Limited nel 1990, acquistando i diritti del BTCC nel 1991 e procedendo a trasformare il campionato in uno dei più grandi del suo genere al mondo e in una delle serie di sport motoristici più visti in tutto il mondo. Nel 2000, Gow vendette TOCA alla società americana Octagon Motorsport (parte del gruppo statunitense Interpublic quotato al NASDAQ).
Nel 2003, Octagon cedette la proprietà del TOCA e il suo controllo sul BTCC. La società attuale, la BARC (TOCA) Ltd è stata costituita per prendere in consegna e gestire il campionato. Gow è stato nominato nuovamente Amministratore delegato della nuova società ed è tornato a prendere in mano il comando e ricostruire il campionato, dopo che era fallito sotto il controllo della precedente gestione.
C'era anche TOCA Australia, una derivazione di nuovo guidata da Gow, che gestiva l'Australian Super Touring Championship negli anni 90 quando esisteva una serie australiana che rispecchiava i regolamenti del Super Touring e del BTCC. Il TOCA Australia ha cessato di esistere nei primi anni 2000.